# Hale Gorcowskie
Hale Gorcowskie – duże łąki lub w pasterskim rozumieniu hale w Gorcach, znajdujące się na wschodnich i południowych stokach Jaworzynki Gorcowskiej (Piorunowca). Jaworzynka Gorcowska to szczyt w bocznym grzbiecie odchodzącym od Pasma Gorca na południe do doliny Ochotnicy. Znajdują się na nim rozległe pastwiska i łąki, na mapie Geoportalu dokładnie opisane. W kolejności od dołu do góry są to: Hale Gorcowskie, Polany, Hale Podgorcowe i Gorc Gorcowski. W przewodnikach turystycznych i na mapach turystycznych ich nazewnictwo i lokalizacja są niepełne i niejasne. Czasami używa się nazwy Hale Gorcowskie lub Hale Podgorcowskie (Podgorcowe) dla określenia obydwu tych hal łącznie, na mapie Compassu Hale Gorcowskie i Podgorcowe są zamienione miejscami.
Dawniej Hale Gorcowskie były użytkowane przez mieszkańców miejscowości Ochotnica Dolna (przysiółek Gorcowe) w województwie małopolskim, w powiecie nowotarskim, w gminie Ochotnica Dolna. Stały na nich liczne szałasy i stodółki, a część stoków w nadających się do tego miejscach była koszona, pozostała część wypasana. W sezonie letnim tętniło tutaj życie pasterskie. Z powodów ekonomicznych koszenie ich i wypasanie w latach 70. XX wieku stało się nieopłacalne i zaczynają stopniowo zarastać lasem. Znajdują się poza obszarem Gorczańskiego Parku Narodowego.
Z Hal Gorcowskich rozciągają się rozległe widoki na Pasmo Lubania, Beskid Sądecki, Tatry i głęboką dolinę Ochotnicy. Powyżej Hal Gorcowskich, na Halach Podgorcowych w sezonie letnim działa studencka baza namiotowa na Gorcu.

## Szlak turystyczny
Ochotnica Dolna – Jaworzynka Gorcowska – Hale Gorcowskie – Hale Podgorcowe – Gorc Gorcowski – Gorc. Odległość 7,3 km, suma podejść 640 m, suma zejść 40 m, czas przejścia 2:50 h, ↓ 1:40 h.

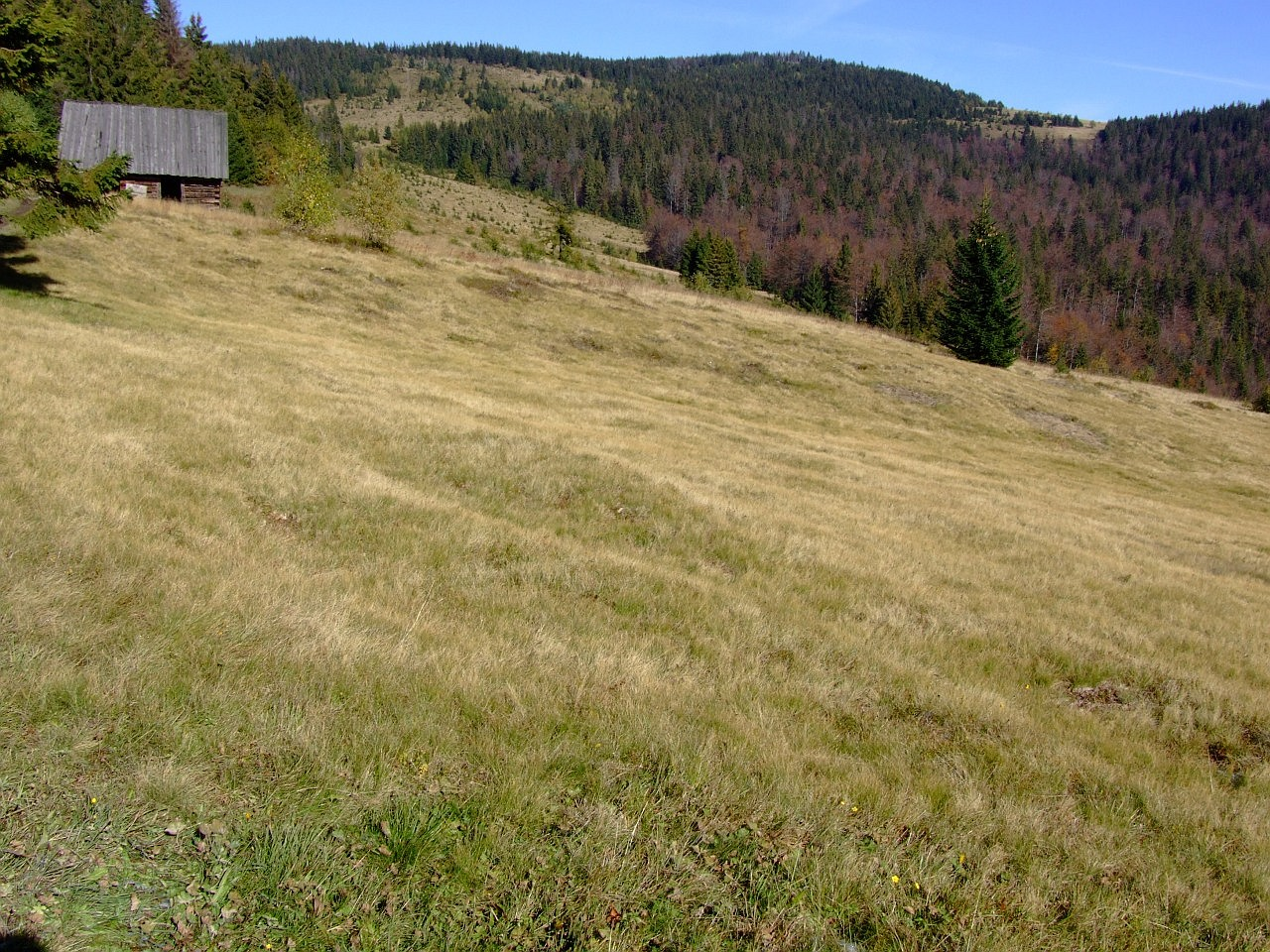
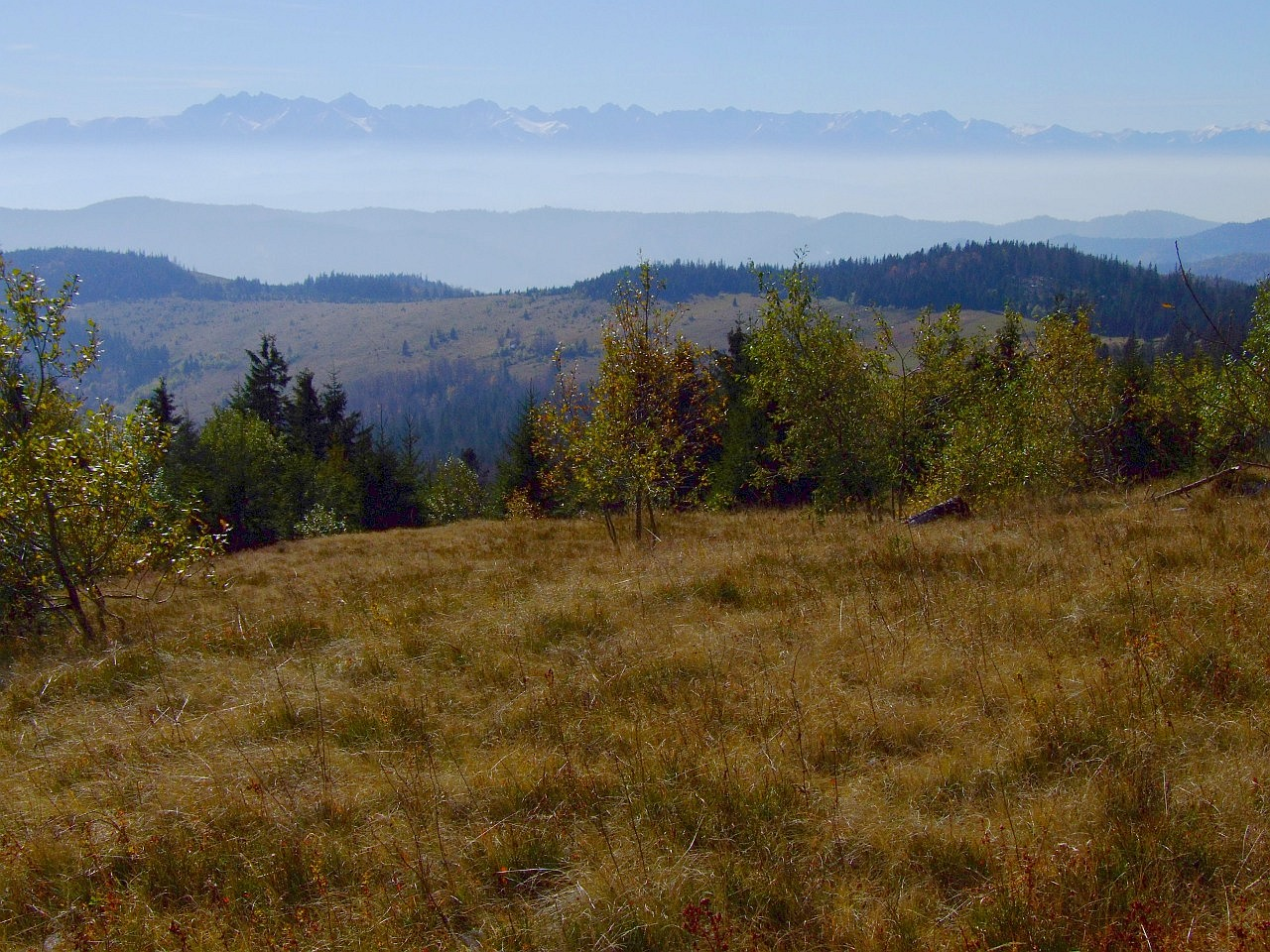
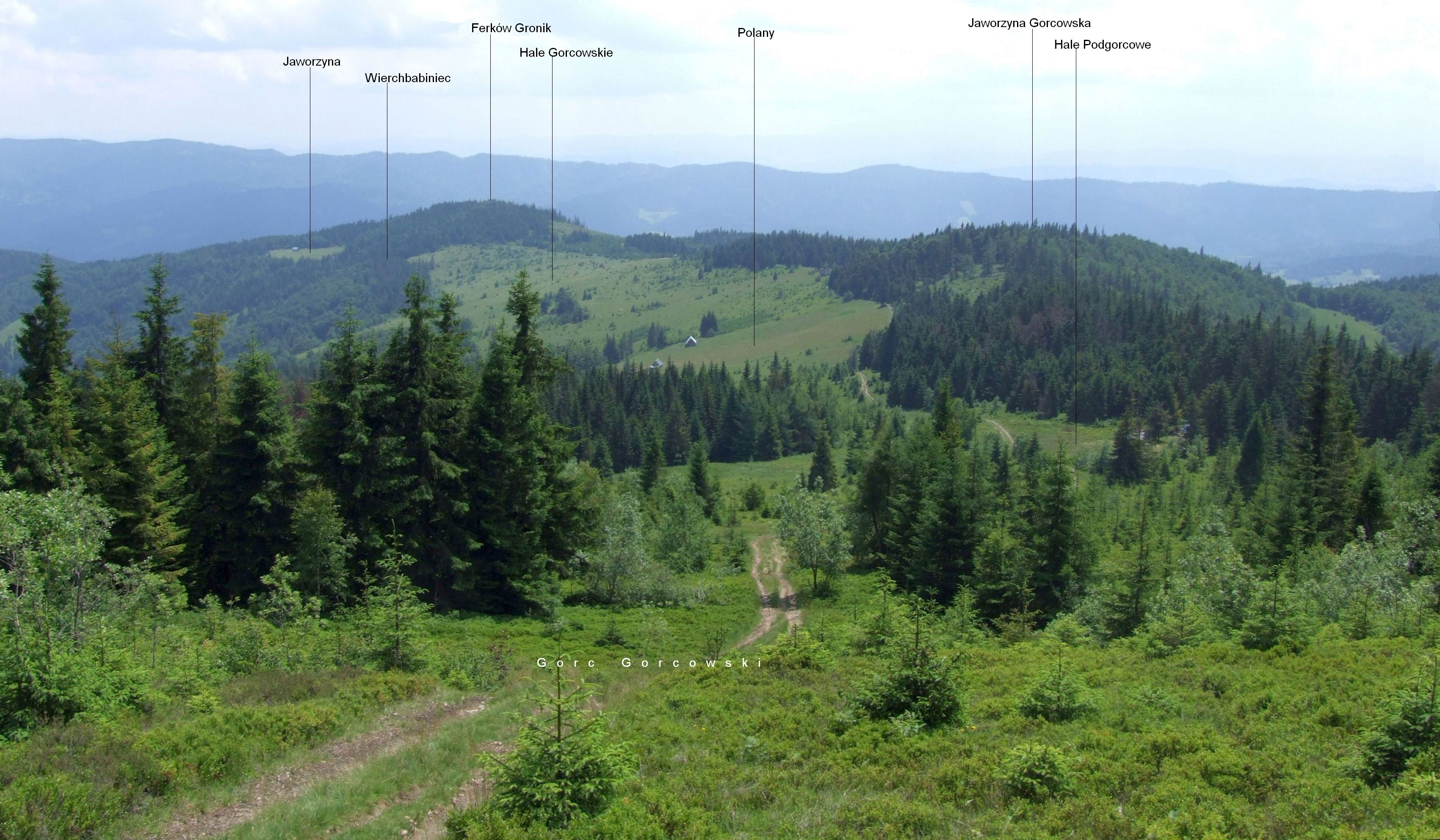
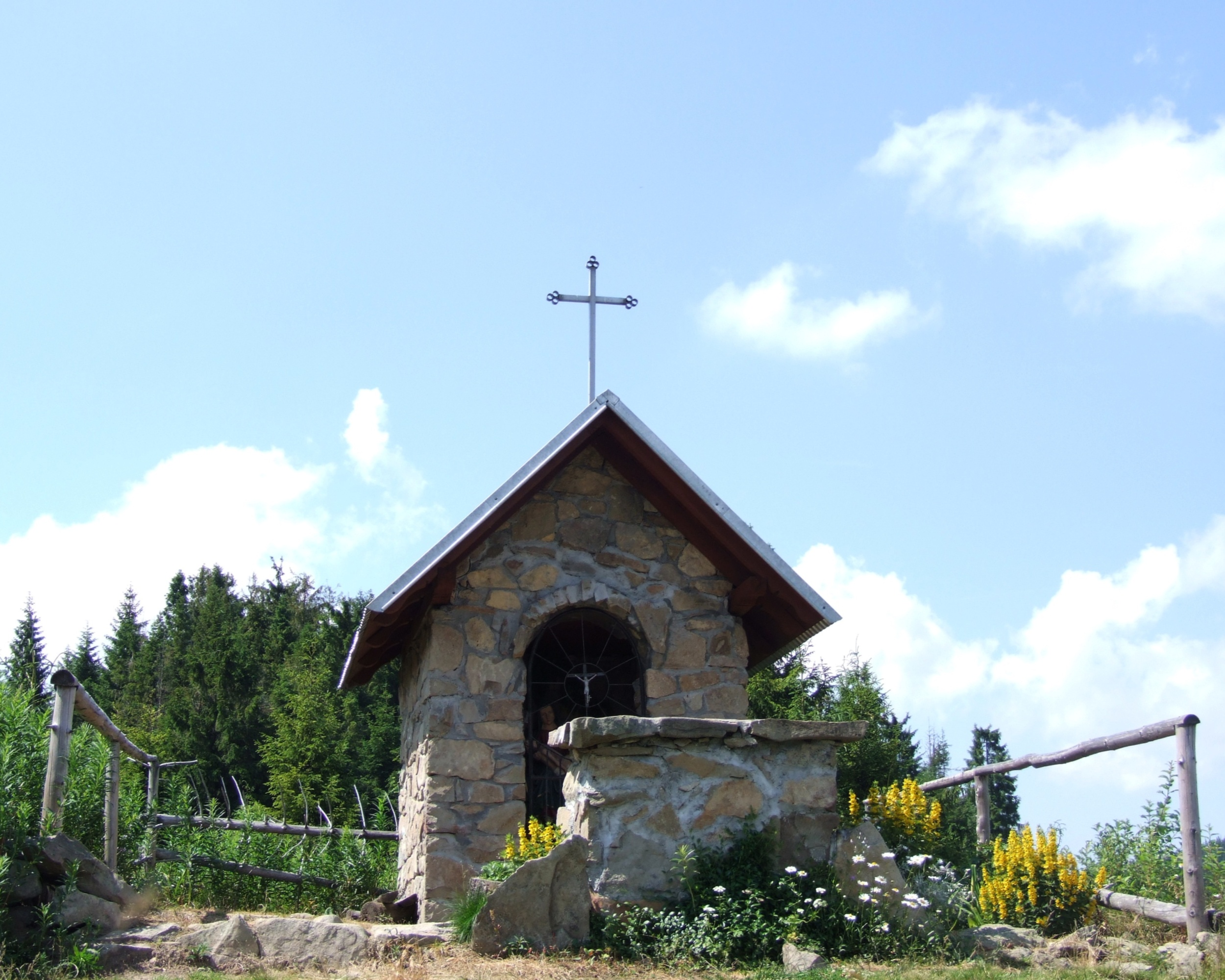